# Падев-Народова
Падев-Народова (пол. Padew Narodowa) — село в Польщі, у гміні Падев-Народова Мелецького повіту Підкарпатського воєводства.
Населення — 2342 особи (2011).

## Демографія
Демографічна структура станом на 31 березня 2011 року:
|          | Загалом | Допрацездатний вік | Працездатний вік | Постпрацездатний вік |
| -------- | ------- | ------------------ | ---------------- | -------------------- |
| Чоловіки | 1167    | 247                | 788              | 132                  |
| Жінки    | 1175    | 227                | 683              | 265                  |
| Разом    | 2342    | 474                | 1471             | 397                  |